# De boer is troef
"De boer is troef" is een nummer van de Nederlandse band Normaal. Het nummer verscheen op hun gelijknamige album uit 1983. Dat jaar werd het nummer uitgebracht als de enige single van het album.

## Achtergrond
"De boer is troef" is geschreven door basgitarist Willem Terhorst, drummer Jan Manschot en gitarist Paul Kemper en geproduceerd door John Sonneveld en Normaal. Het lied is geschreven ter ondersteuning van de Nederlandse boeren, die de hele dag aan het werk zijn. Ook is het een aanklacht tegen de EEG, die het de boer, volgens de tekst, moeilijk maakt. De troefkaart uit het klaverjassen wordt gebruikt als metafoor voor de waarde van de boer. Volgens zanger Bennie Jolink werd het nummer, net als andere nummers van Normaal over het boerenleven, pas geschreven nadat hij zich realiseerde dat allebei zijn grootvaders boer waren. Ook was de band geïnspireerd door brieven van boeren die in geldnood kwamen.
"De boer is troef" werd een hit in Nederland, waar het de veertiende plaats in de Top 40 en de zestiende plaats in de Nationale Hitparade haalde. Ter promotie van de single playbackte de band het nummer in het televisieprogramma Toppop. Tijdens het optreden is in de studio een stal nagebootst, waarin ook twee koeien staan, en zijn de bandleden verkleed als boeren. Naast het podium zit een boer naar oude beelden uit het boerenleven te kijken.  In 2019 kwam het nummer opnieuw onder de aandacht nadat de boerenorganisatie Team Agro NL een oproep deed om een aantal nummers in de jaarlijkse Top 2000 van NPO Radio 2 te krijgen. Deze oproep werd gedaan om de boeren te steunen tijdens de boerenprotesten van dat jaar. Voor dit nummer was deze actie niet succesvol, maar in 2022 kwam het alsnog in de lijst terecht.

## Hitnoteringen

### Nederlandse Top 40
| Hitnotering: 19-03-1983 t/m 16-04-1983 | Hitnotering: 19-03-1983 t/m 16-04-1983 | Hitnotering: 19-03-1983 t/m 16-04-1983 | Hitnotering: 19-03-1983 t/m 16-04-1983 | Hitnotering: 19-03-1983 t/m 16-04-1983 | Hitnotering: 19-03-1983 t/m 16-04-1983 | Hitnotering: 19-03-1983 t/m 16-04-1983 |
| Week                                   | 1                                      | 2                                      | 3                                      | 4                                      | 5                                      |                                        |
| -------------------------------------- | -------------------------------------- | -------------------------------------- | -------------------------------------- | -------------------------------------- | -------------------------------------- | -------------------------------------- |
| Nummer                                 | 24                                     | 15                                     | 14                                     | 24                                     | 37                                     | uit                                    |

### Nationale Hitparade
| Hitnotering: 26-03-1983 t/m 30-04-1983 | Hitnotering: 26-03-1983 t/m 30-04-1983 | Hitnotering: 26-03-1983 t/m 30-04-1983 | Hitnotering: 26-03-1983 t/m 30-04-1983 | Hitnotering: 26-03-1983 t/m 30-04-1983 | Hitnotering: 26-03-1983 t/m 30-04-1983 | Hitnotering: 26-03-1983 t/m 30-04-1983 | Hitnotering: 26-03-1983 t/m 30-04-1983 |
| Week                                   | 1                                      | 2                                      | 3                                      | 4                                      | 5                                      | 6                                      |                                        |
| -------------------------------------- | -------------------------------------- | -------------------------------------- | -------------------------------------- | -------------------------------------- | -------------------------------------- | -------------------------------------- | -------------------------------------- |
| Nummer                                 | 19                                     | 17                                     | 16                                     | 25                                     | 41                                     | 49                                     | uit                                    |

### NPO Radio 2 Top 2000
De boer is troef stond alleen in 2022 in de NPO Radio 2 Top 2000, op plek 1333.